# Coleonema pulchellum
Coleonema pulchellum es una especie de planta perteneciente a la familia de las rutáceas. Es nativa de Sudáfrica.

## Descripción
Es un arbusto de hoja perenne, erecto, denso y que alcanza un tamaño de 0,8 a 1 m de altura. Forma un solo tallo en la base, desde donde crecen numerosas ramas delgadas y erectas. Las hojas son como agujas y son 4 a 5 veces más largas (8-10 mm) que anchas (0,8 mm). El pecíolo es de 1 mm de largo. Las flores son solitarias, terminales en ramitas cortas axilares o en ramitas reducidas, a menudo densas hacia la parte superior de las ramas. Las flores son de color rosa, a menudo blancas y con forma de estrella (7 a 8 mm de diámetro), con 5 pétalos ovalados, 5.0-5.7 mm de largo, cada uno marcado con una vena central distintiva. Todo el arbusto se cubre de flores de mayo a octubre, atrae a las abejas, mariposas y otros insectos. El fruto se compone de una cápsula de 5 cámaras,  salpicada de glándulas. Hay una semilla de color negro brillante en cada cámara.

## Distribución y hábitat
Coleonema pulchellum se encuentra creciendo a lo largo de planicies costeras de Knysna a Port Elizabeth. Se produce de forma natural desde el nivel del mar hasta los 150 m. Florece a lo largo de la costa y otros lugares. Es resistente al viento y tolera heladas suaves.

## Taxonomía
Coleonema pulchellum fue descrita  por el  botánico Ion James Muirhead Williams  y publicado en Journal of South African Botany 47: 89, en el año 1981.
Sinonimia
- Coleonema filiforme A.Juss.[4]